# Free Angela Davis and All Political Prisoners

Free Angela Davis and All Political Prisoners est un film américain réalisé par Shola Lynch sorti en 2012.

## Synopsis
Il retrace la vie d'Angela Davis.

## Fiche technique
- Titre : Free Angela Davis and All Political Prisoners
- Réalisation : Shola Lynch
- Scénario : Shola Lynch
- Musique : Vernon Reid
- Durée : 102 minutes
- Genre : Documentaire, film historique
- Couleur : Couleur, noir et blanc
- Date de sortie : France 3 avril 2013

## Distribution
- Angela Davis : elle-même
- Eisa Davis : Angela Davis